# Stoewer

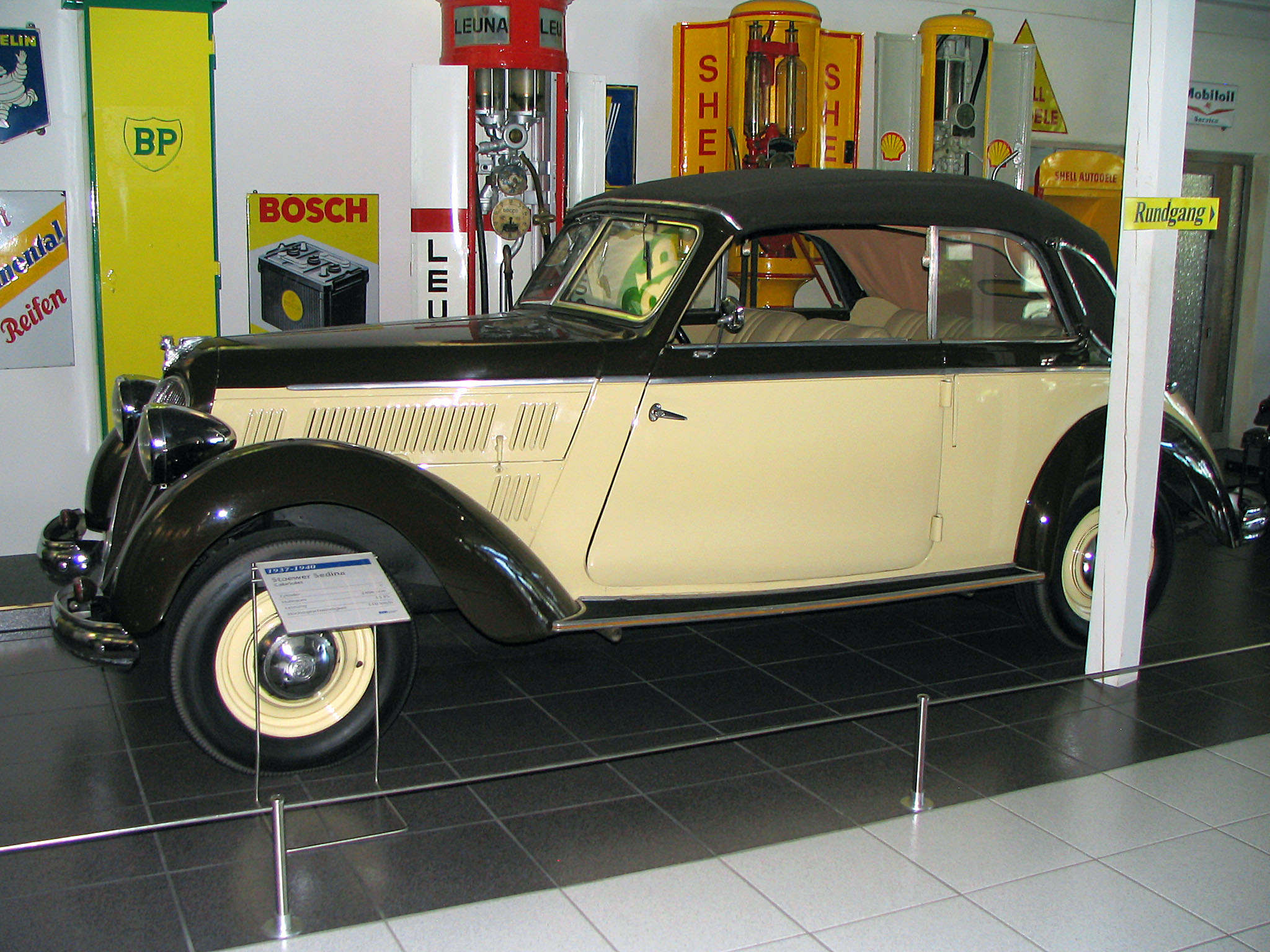
De Stoewer Sedina.

Stoewer is een historisch merk van auto's, tractoren en motorfietsen. De fabriek was gevestigd in Stettin, toen nog in Duitsland.
De firma werd in 1858 door Bernhard Stoewer opgericht als een fijnmechanische reparatiewerkplaats. Ook werden naaimachines geproduceerd. In 1893 werd begonnen met de productie van fietsen, sinds 1903 werden ook typmachines gerepareerd. In 1896 was de bedrijfsnaam Nähmaschinen- und Fahrräder Fabrik Bernhard Stoewer. In 1899 namen de zonen van de oprichter het bedrijf over en werd de naam gewijzigd in Gebrüder Stoewer, Fabrik für Motorfahrzeuge.
Slechts even bouwde deze Duitse autofabriek motorfietsen, die voorzien waren van een 2¾ pk Fafnir-blok. Belangrijker was hun productie van auto's, het bedrijf was een van de vroegere serieproducenten van auto's met voorwielaandrijving.
Tussen 1917 en 1926 bouwde Stoewer ook landbouwtractoren.
Gedurende de Tweede Wereldoorlog moest de fabriek overschakelen op het produceren van legervoertuigen. Na de oorlog lag de fabriek in de Russische zone. De Russen, het Rode Leger, ontmantelden de fabriek en voerden de machines af naar Rusland.
- Gemeinsame Normdatei: 123483-3
- Virtual International Authority File: 157707222